# Glasmalereiwerkstatt der Karmelitinnen von Le Mans
Die Glasmalereiwerkstatt der Karmelitinnen in Le Mans, der Hauptstadt des Départements Sarthe in der französischen Region Pays de la Loire, bestand von 1853 bis 1903 in der Rue de la Mariette Nr. 116.

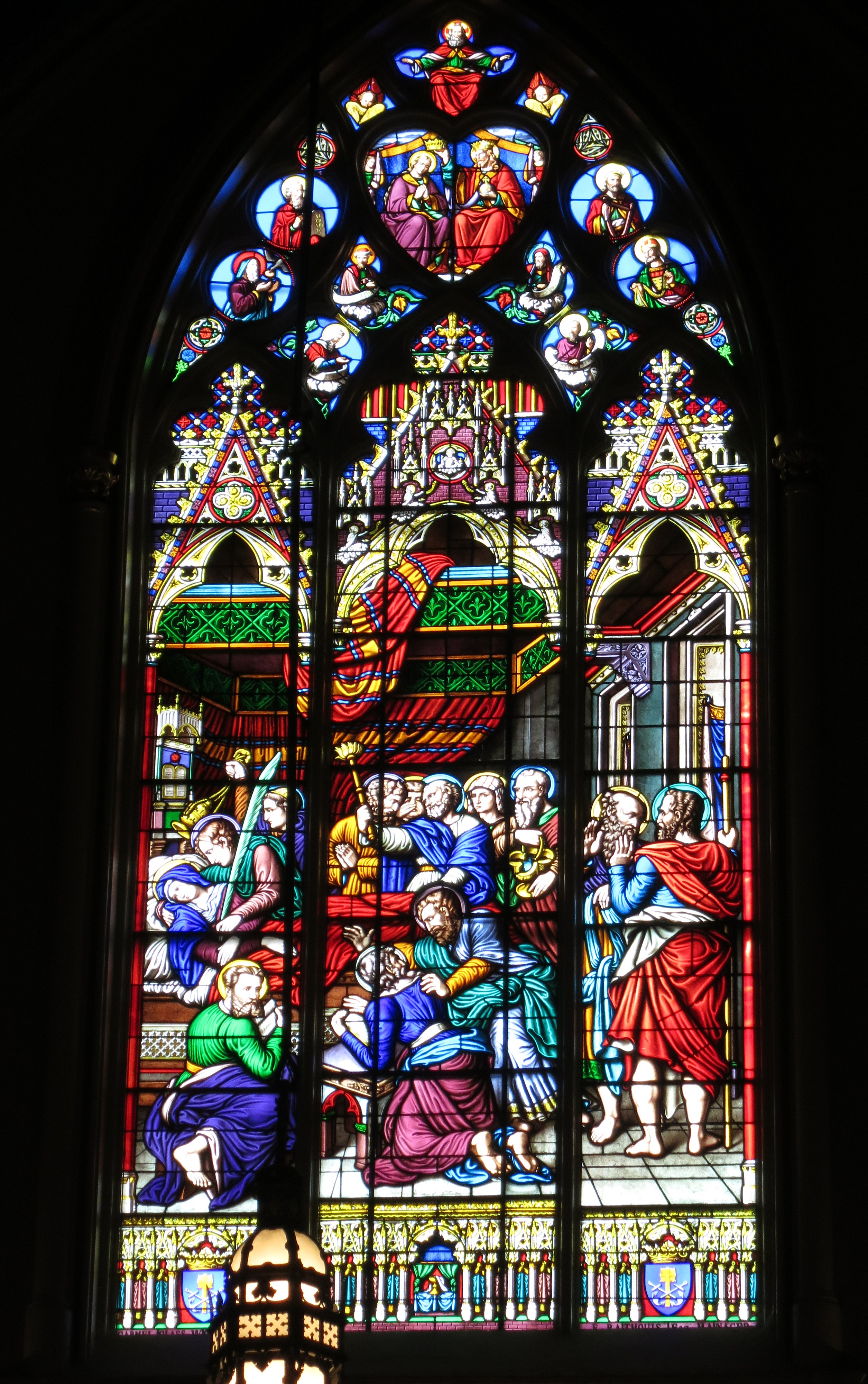
Bleiglasfenster der Kirche Sacré-Coeur der Universität Notre-Dame du Lac in South Bend

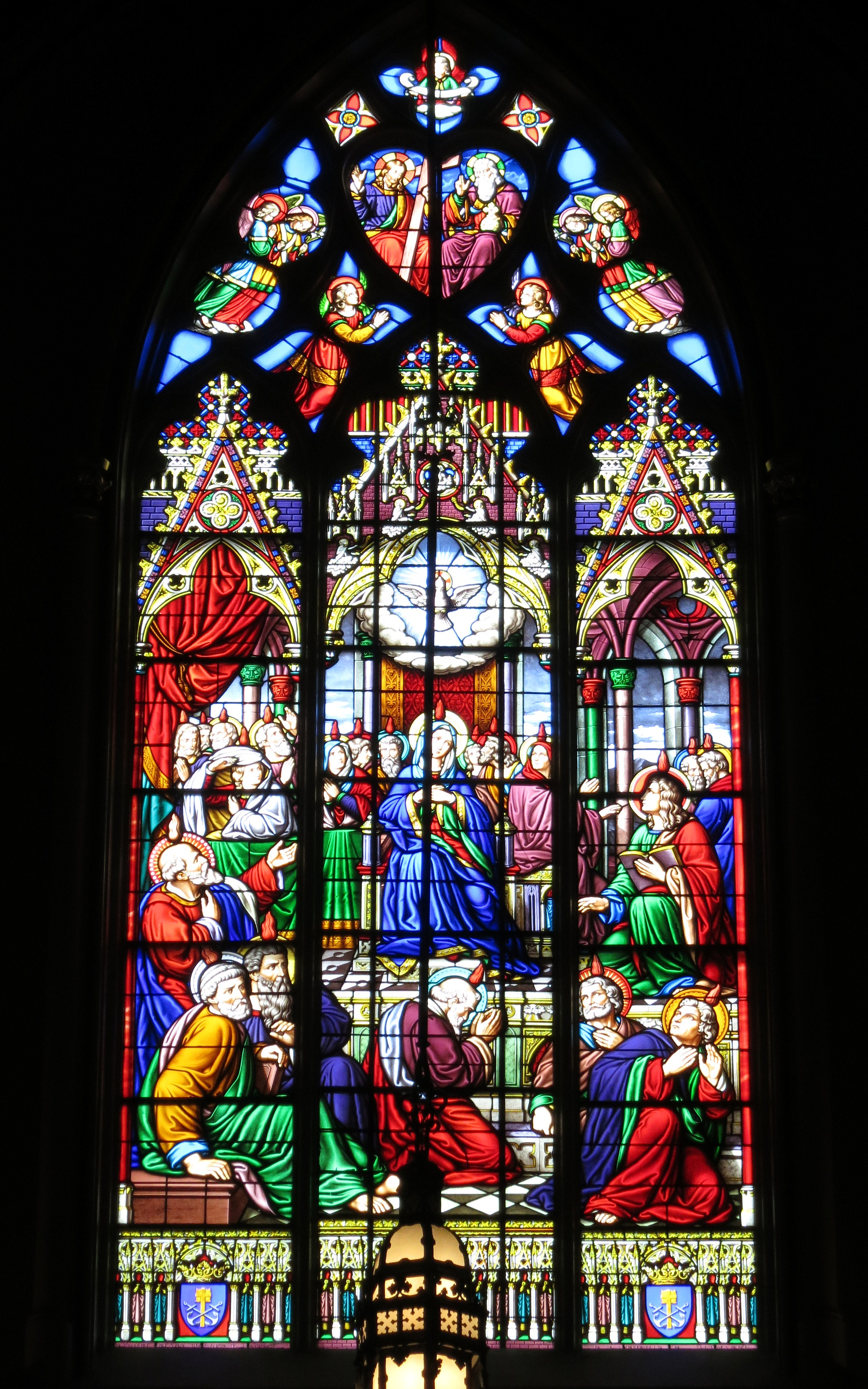
Bleiglasfenster der Kirche Sacré-Coeur der Universität Notre-Dame du Lac in South Bend

## Geschichte
Bereits im Jahr 1830 ließen sich Karmelitinnen in Le Mans nieder, wo sie sich zunächst um die Erziehung von Kindern kümmerten. 1833 zogen sie in ein neues Gebäude um und ließen dort ab 1850 eine Kapelle errichten, die 1853 geweiht wurde. Da die Baukosten der Kapelle wesentlich höher ausfielen als geplant, waren die Nonnen auf Einnahmen angewiesen. Sie errichteten deshalb unter der Mitwirkung von Eugène Hucher (1814–1889), der auch ihr erster Direktor wurde, eine Werkstatt zur Herstellung von Bleiglasfenstern.
Die ersten Aufträge führten die Karmelitinnen zusammen mit der Glasmanufaktur von Antoine Lusson aus. Dort arbeiteten seit 1849 die aus Deutschland stammenden Brüder Karl und Friedrich Küchelbecker. Nach dem Tod von Antoine Lusson sen. im Jahr 1854 verließen die Brüder Küchelbecker die Manufaktur und wechselten zu den Karmelitinnen.
Im Jahr 1872 verkauften die Karmelitinnen die Glasmalereiwerkstatt an Édouard Rathouis, einen Neffen der Oberin Schwester Eleonore. Édouard Rathouis hatte zuvor als Buchhalter auf einem Handelsschiff gearbeitet und war gerade von einer Orientreise zurückgekehrt.
1880 wurde die Werkstatt an Eugène Hucher verkauft, der sie zusammen mit seinem Sohn Ferdinand (1850–1903) leitete. Ferdinand Hucher übernahm die Werkstatt nach dem Tod seines Vaters im Jahr 1889. Nach dem Tod von Ferdinand, der unverheiratet war und kinderlos starb, wurde die Glasmalereiwerkstatt im Jahr 1903 aufgelöst.

## Tätigkeit
Die Glasmalereiwerkstatt der Karmelitinnen von Le Mans stattete zahlreiche Kirchen vor allem im Westen Frankreichs mit Bleiglasfenstern aus. Sie erhielt auch Aufträge aus den Vereinigten Staaten von Amerika und führte die Restaurierung alter Fenster durch. In ihrer Blütezeit waren bis zu 50 Mitarbeiter in der Werkstatt beschäftigt.

## Signaturen

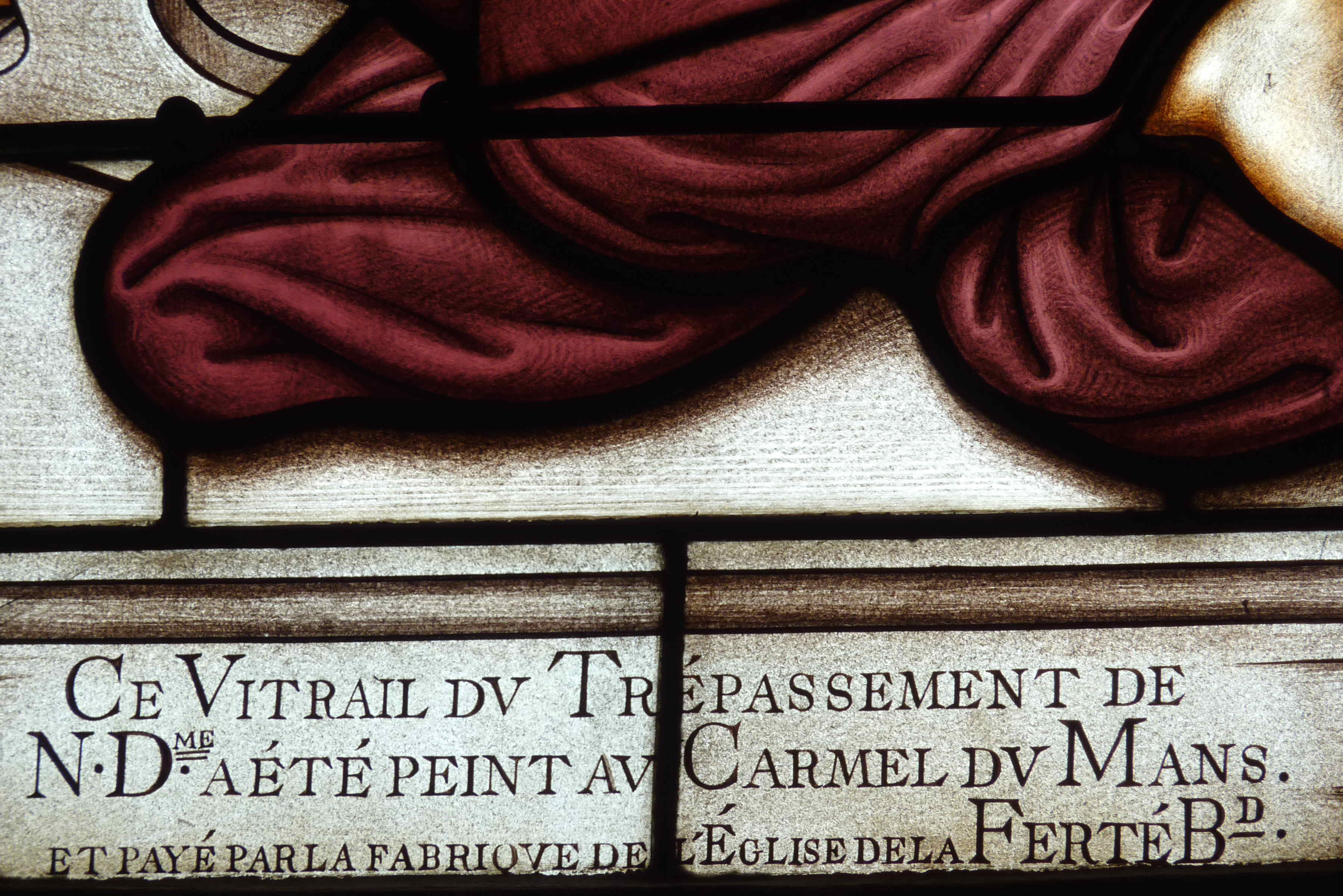
Katholische Pfarrkirche Notre-Dame-des-Marais in La Ferté-Bernard mit der Inschrift: CARMEL DU MANS

Im Laufe des Bestehens der Glasmalereiwerkstatt wurden folgende Signaturen verwendet:
- Carmel Cenom
- Fabrique du Carmel du Mans, Rathouis directeur
- Fabrique du Carmel du Mans Rathouis et Hucher
- Fabrique du Carmel du Mans, Hucher
- Fabrique du Carmel du Mans Hucher et fils successeurs
- Fabrique du Carmel du Mans Ferdinand Hucher

## Bleiglasfenster (Auswahl)

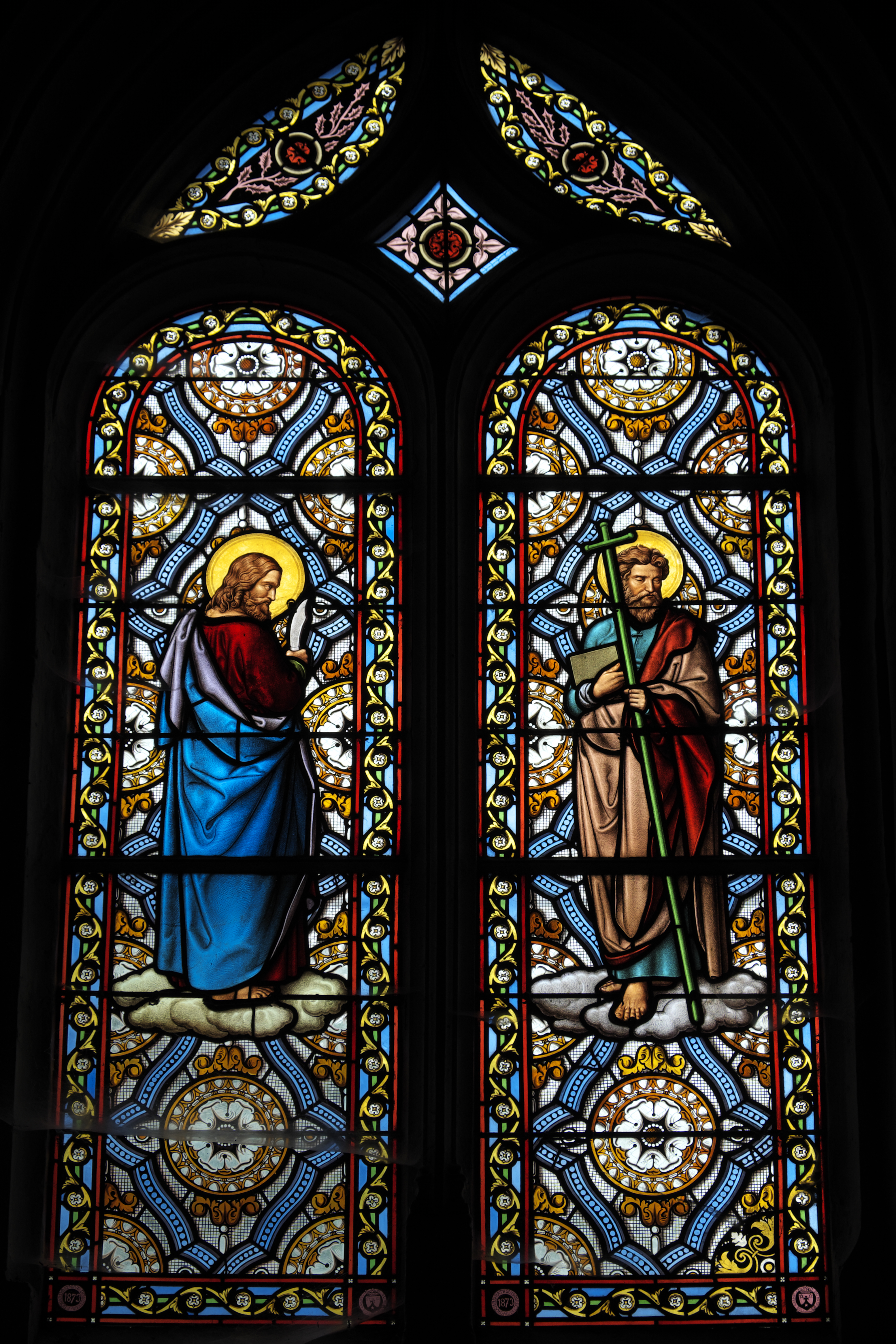
Fenster in der Kirche Notre-Dame in Bû mit der Signatur: CARMEL DU MANS EDOUARD RATHOUIS DIRECTEUR 1873

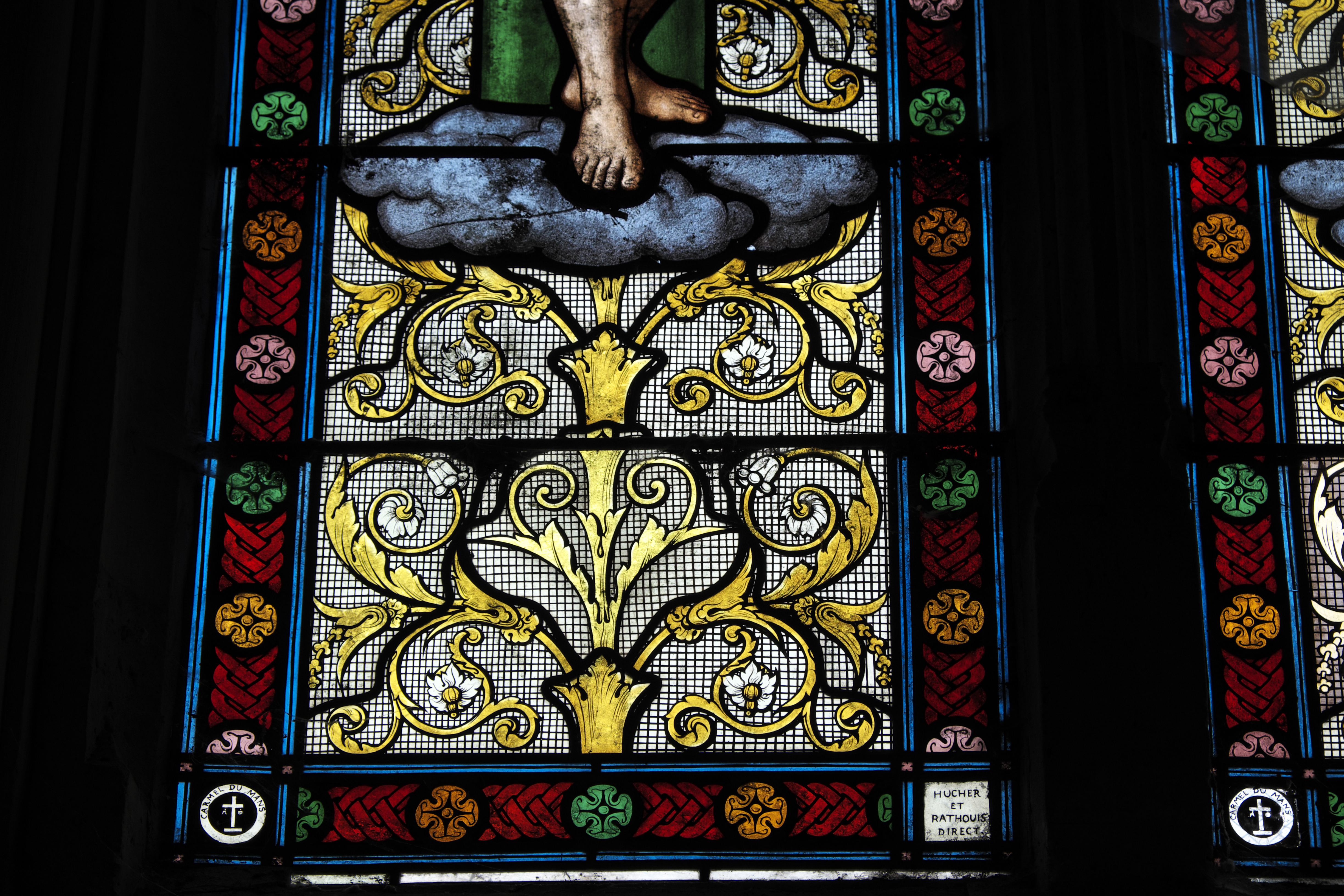
Fenster in der Kirche Notre-Dame in Bû mit der Signatur: CARMEL DU MANS HUCHER ET RATHOUIS DIRECT.

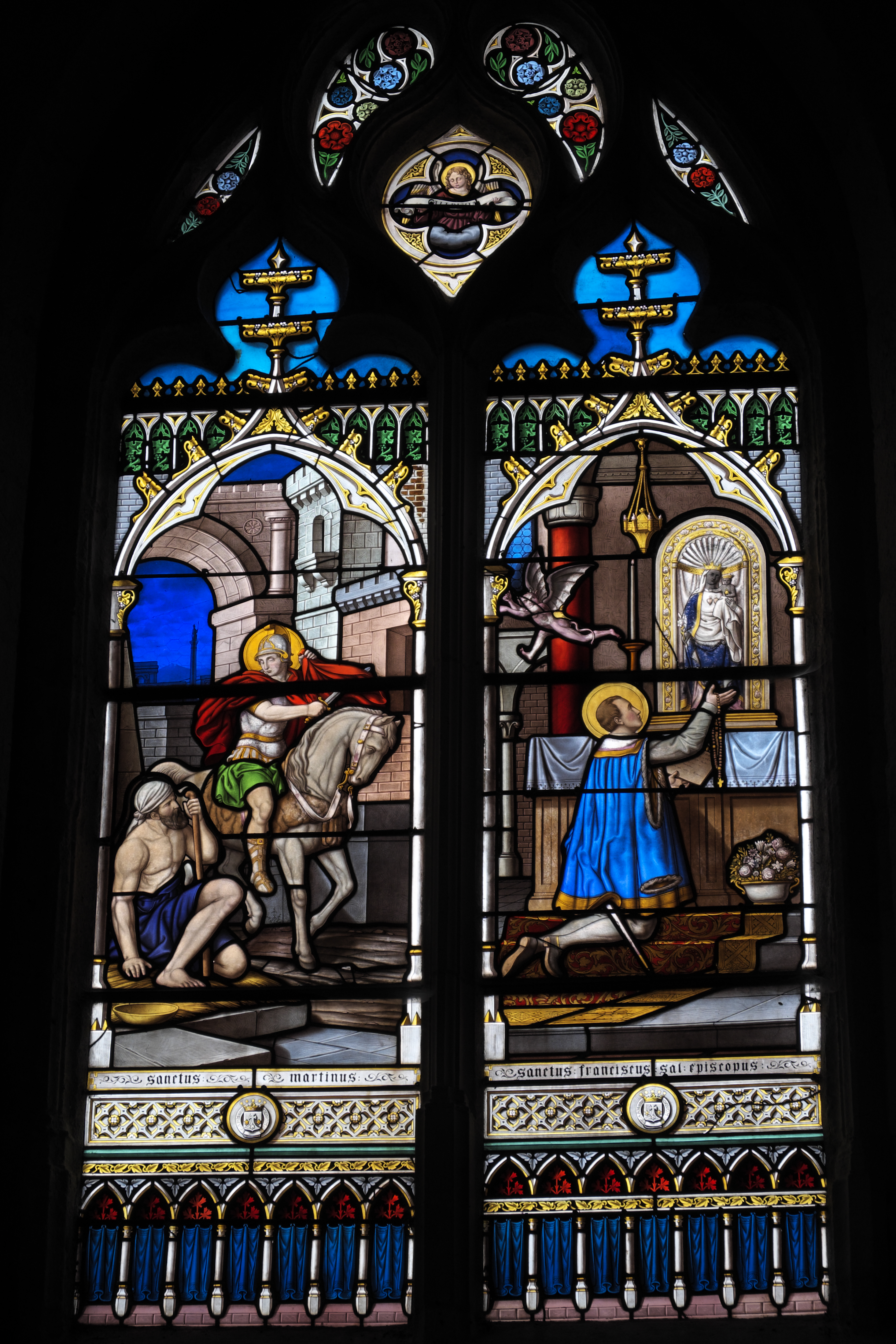
Fenster in der Kirche Saint-Cyr in Sargé-sur-Braye mit der Signatur: CARMEL CENOM

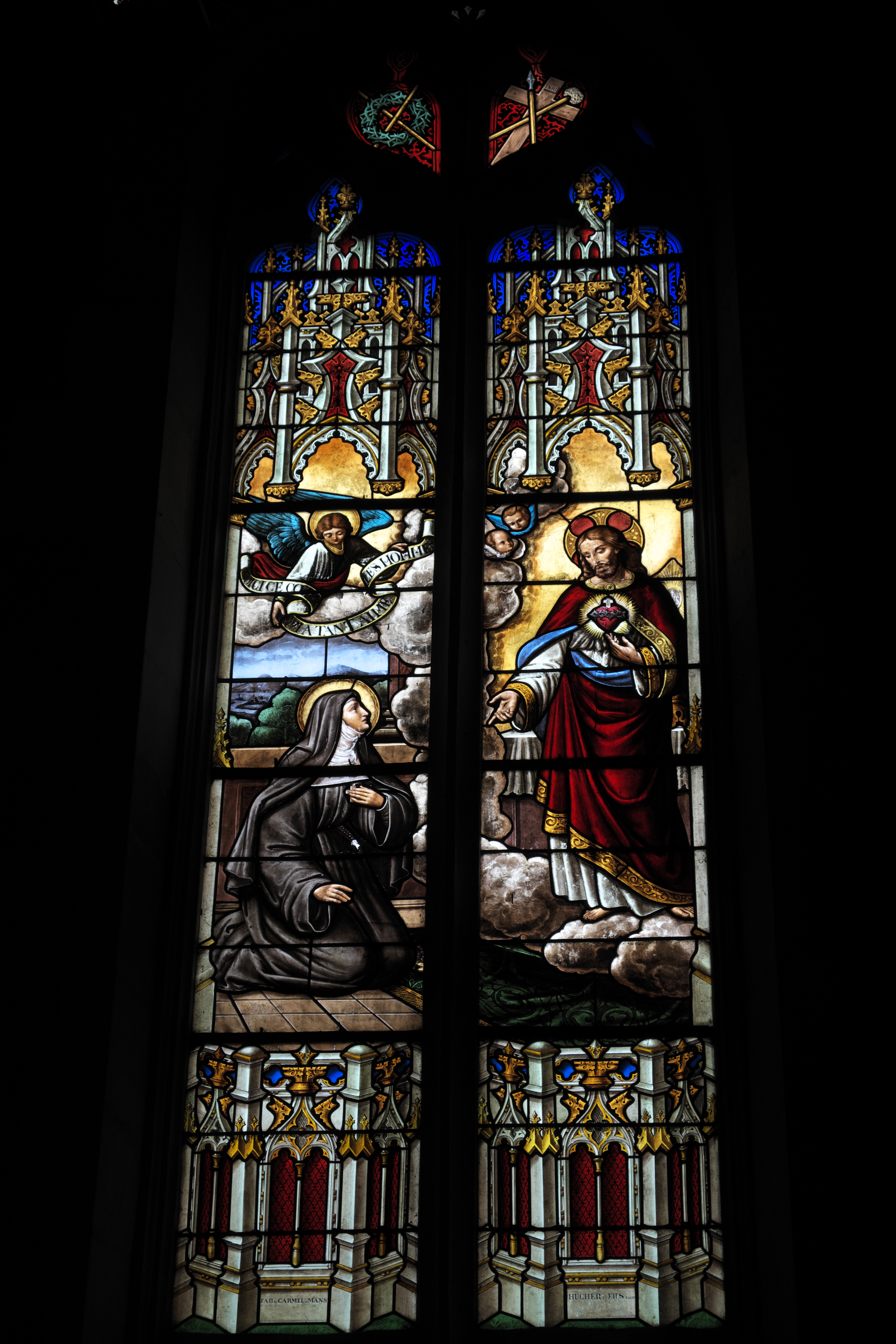
Fenster in der Kirche Notre-Dame in Saint-Calais, Signatur: FAB. DU CARMEL DU MANS HUCHER ET FILS SUCCR

- 1855–1862: 33 Bleiglasfenster in der Kirche Notre-Dame-de-l'Espérance in Saint-Brieuc im Département Côtes-d’Armor
- 1958: 18 Bleiglasfenster in der Pfarrkirche Saint-Blaise in Villeneuve-du-Paréage im Département Ariège[1][2]
- 1859: Zehn Bleiglasfenster (0 bis 4, 100 bis 104) in der Kathedrale Saint-Pierre-Saint-Paul-et-Saint-André in Saint-Claude im Département Jura[3]
- 1864: Sechs Bleiglasfenster (Fenster 5 bis 10) in der Pfarrkirche Saint-Denis in Leschères im Département Jura[4]
- um 1865: Bleiglasfenster (Fenster 10) in der Pfarrkirche Saint-Maurice in Mainxe im Département Charente[5]
- 1867: Acht Bleiglasfenster (Fenster 1 bis 8) in der Pfarrkirche Notre-Dame-du-Roncier in Rostrenen im Département Côtes-d’Armor[6]
- 1868: Fünf Bleiglasfenster im Chor (Fenster 100 bis 104) in der Pfarrkirche Saint-Martin in Le Pertre im Département Ille-et-Vilaine[7]
- 1870: Vier Bleiglasfenster (Fenster 1, 2, 7 und 8) in der Pfarrkirche Notre-Dame et Saint-Michel in Quimperlé im Département Finistère[8]
- nach 1870: Fenster in der Kirche Notre-Dame-des-Marais in La Ferté-Bernard im Département Sarthe[9]
- 1872–76: Bleiglasfenster in der Pfarrkirche Saint-Jacques in Saint-James im Département Manche[10][11]
- um 1872: Bleiglasfenster im Chor der Kirche Sacré-Cœur in Louverné im Département Mayenne
- 1874–1884: Bleiglasfenster der Kirche Sacré-Coeur der Universität Notre-Dame du Lac in South Bend im Bundesstaat Indiana (USA)
- 1874: Sechs Bleiglasfenster in der Pfarrkirche Saint-Martin in Noyal-sous-Bazouges im Département Ille-et-Vilaine[12]
- 1874: Bleiglasfenster der Pfarrkirche Saint-Martin-de-Vertou in Dissé-sous-le-Lude im Département Sarthe[13][14]
- 1874, 1884, 1892: Zwei Bleiglasfenster in der Pfarrkirche Saint-André in Exmes im Département Orne[15]
- 1875: Zwei Bleiglasfenster in der Pfarrkirche Saint-Pierre in Plénée-Jugon im Département Côtes-d’Armor[16]
- vor 1876: Bleiglasfenster in der Kirche Notre-Dame in Vitré im Département Ille-et-Vilaine; Fenster mit Szenen des Marienlebens
- 1877: 14 Bleiglasfenster (Fenster 1, 2, 7 und 8) in der Pfarrkirche Saint-Nicolas in Uzel im Département Côtes-d’Armor[17]
- 1879: Bleiglasfenster in der Kirche Saint-Assiscle et Sainte-Victoire in Sorède im Département Pyrénées-Orientales
- 1879: Bleiglasfenster in der Pfarrkirche Saint-Hilaire in Bignoux im Département Vienne[18][19][20]
- um 1879: Bleiglasfenster (Fenster 10) in der Pfarrkirche Saint-Léger in Cognac im Département Charente[21]
- um 1879: Zwei Bleiglasfenster im Augustinerkloster in La Rochelle im Département Charente-Maritime[22]
- 1879: Bleiglasfenster in der Kapelle Notre-Dame de Bonne Nouvelle in Uzel im Département Côtes-d’Armor[23]
- 1880–1890: Bleiglasfenster in der Pfarrkirche Saint-Paterne in Bellou-sur-Huisne im Département Orne
- 1883–91: Drei Bleiglasfenster in der Kathedrale St-Paul-Aurelien in Saint-Pol-de-Léon im Département Finistère[24]
- 1884: Bleiglasfenster in der Pfarrkirche Saint-Martin in Vannes-sur-Cosson im Département Loiret[25]
- um 1892: Zwei Bleiglasfenster in der Pfarrkirche Notre-Dame in Bressuire im Département Deux-Sèvres[26]
- 1893: Bleiglasfenster (Fenster 0) in der Pfarrkirche Notre-Dame-du-Roncier in Josselin im Département Morbihan[27][28]
- 1894: Bleiglasfenster in der Kirche Saint-Jean-Baptiste in Manses im Département Ariège; Fenster mit Szenen aus dem Leben des Johannes des Täufers[29]
- Zweite Hälfte des 19. Jahrhunderts: Bleiglasfenster (Fenster 1) in der Pfarrkirche Saint-Didier in Montoillot im Département Côte-d’Or[30]
- Ende 19. Jahrhundert: Vier Bleiglasfenster in der Kirche Saint-Martin in La Bruère-sur-le-Loir im Département Sarthe
- Ende 19. Jahrhundert: Vier Bleiglasfenster in der Kapelle Notre-Dame-de-la-Clarté in Guilligomarc’h im Département Finistère[31]
- Ende 19. Jahrhundert: Zehn Bleiglasfenster (Fenster 0 bis 9) in der Kapelle Saint-Aubin in Pont-Scorff im Département Morbihan[32]
- Ende 19./Anfang 20. Jahrhundert: Bleiglasfenster in der Pfarrkirche Saint-Pierre-ès-Liens in Houdelaincourt im Département Meuse[33]
- Ende 19./Anfang 20. Jahrhundert: Drei Bleiglasfenster in der Pfarrkirche Saint-Pierre in Vigneul-sous-Montmédy im Département Meuse[34]
- Bleiglasfenster in der Pfarrkirche Saint-Aubin in Saint-Aubin-des-Coudrais im Département Sarthe[35][36][37][38][39]
- Zehn Bleiglasfenster in der Pfarrkirche Saint-Thélo in Saint-Thélo im Département Côtes-d’Armor[40]
- Bleiglasfenster in der Kirche Notre-Dame in Saint-Calais im Département Sarthe
- Bleiglasfenster in der Kirche Notre-Dame in Bû im Département Eure-et-Loir
- Bleiglasfenster in der Kirche Saint-Cyr in Sargé-sur-Braye im Département Loir-et-Cher